# Матырское водохранилище
Маты́рское водохрани́лище — водохранилище в Грязинском районе Липецкой области на реке Матыре. Самый крупный водный объект в области — объём водохранилища составляет 144 млн кубометров воды из 400 (36 %), что находятся на территории Липецкой области. Площадь поверхности — 45 км².
Осуществляется сезонное регулирование стока. Используется для водоснабжения и рекреации. В 1980-х годах водохранилище использовалось для товарного рыболовства.
Вода Матырского водохранилища используется (в замкнутом цикле) липецкой ТЭЦ-2 и сельскими хозяйствами для орошения. Правый лесистый берег (по течению реки Матыры) застроен базами отдыха и санаториями.
В начале 1990-х годов водохранилище было приватизировано НЛМК. В 2004 году, усилиями юристов НЛМК водохранилище возвращено в федеральную собственность по решению арбитражного суда (вступило в силу 23 декабря 2004 года).

## Строительство
В начале 1950-х годов по решению ЦК КПСС и правительства СССР началось широкомасштабное строительство Новолипецкого металлургического комбината. Планировалось, что мощности предприятия по производству стали и проката возрастут до 20 млн тонн. При том состоянии развития технологии производства существовала реальная угроза нехватки технологической воды в реке Воронеж. Возникла идея строительства водохранилища в устье реки Матыры. Тогда же, в 1950-е годы, были выполнены первые инженерные расчёты.
В 1957 году начато административное переподчинение населённых пунктов, попадающих в чашу затопления Матырского водохранилища. На левом берегу Матыры — Казинскому сельскому совету, на правом — Ярлуковскому сельскому совету. В 1963 году одобрен и утверждён проект чаши Матырского водохранилища.
В 1966 году исполнительным комитетом липецкого областного Совета депутатов и трудящихся был утверждён проект строительства дамбы Матырского водохранилища и проекты застройки центральных усадеб совхозов «Россия» (впоследствии посёлок Матырский) и «Дружба» для переселения жителей из затопляемой зоны.
Строительство дамбы водохранилища началось в 1970 году и полностью завершилось достройкой гидроузла в 1976 году. Дамба длиной 10 километров соединила посёлок Новая Жизнь (продолжая Владимирскую улицу) с Липецкой кольцевой дорогой (автодорогой Р119 Орёл — Тамбов).
Затопление водохранилища началось в апреле 1976 года.

## Зона затопления
На территорию чаши водохранилища попали несколько жилых домов. Их пришлось расселить и затем снести. Это часть города Грязи, села Ярлуково, посёлков Матырский и Новая жизнь, а также два населённых пункта, которых ныне не существует: Боровской и Путь Пахаря. Для переселения жителей в городах Липецке и Грязи, селе Ярлуково и посёлке Матырском были построены многоквартирные дома. Жители зоны подтопления могли выбирать будущее место жительства[уточнить].
В 1964—1968 годах зону будущего затопления исследовал Верхне-Донской неолитический отряд (с 1962 года — Верхне-Донская экспедиция), руководителем котором был В. П. Левенок.
В зоне затопления также оказались овощные плантации совхоза «Дружба». Для компенсации потерь сельхозпроизводителя в селе Ярлуково за счёт государственного бюджета были построены блочные многоэтажки для работников совхоза, насосная станция, трубопровод и установки орошения овощных полей «Фрегат».
По государственной антималярийной программе (чтобы не рос камыш и не было условий для размножения комаров) дно водохранилища углублялось земснарядами. Располагавшиеся в пойме останки животных в скотомогильниках под наблюдением ветеринарных врачей были перенесены в другое место. Однако в спешке все намеченные работы не были завершены. К моменту затопления местами остались невырубленными деревья и кустарники, не закончено уничтожение птицемогильников совхоза «Россия».
Руководил работами по мелиорации будущий губернатор Липецкой области М. Т. Наролин.
После окончания строительства дамбы в Липецке и расположенных рядом населённых пунктах поднялся уровень грунтовых вод.

## Современное состояние
Планы ЦК КПСС по доведению мощностей Новолипецкого комбината до 20 млн тонн проката в год не были реализованы. Вода водохранилища так и не была востребована для технологических нужд НЛМК. Основное назначение водохранилища — рекреационное.
В жаркие летние дни вода в Матырском водохранилище начинает цвести, и из-за нехватки кислорода массово гибнет рыба.
Полностью исчезли традиционные для Матыры виды рыб — сом, налим, голавль.
В 2005 году в области активно обсуждалась идея осушения водохранилища, но под давлением экологов от этой идеи отказались. В интервью одной из ведущих липецких газет заместитель руководителя донского бассейнового водного управления, начальник отдела водных ресурсов по Липецкой области Михаил Михалев заявил тогда:

«Если бы эта бредовая идея, а иначе я её никак назвать не могу, осуществилась, то потребовались бы огромнейшие средства на рекультивацию той территории, которая в этом случае обнажилась бы. Ведь за те тридцать лет, которые прошли с момента заполнения водохранилища, образовались значительные иловые отложения. Превратившись в микроскопическую пыль под действием солнца и воздуха, они разнесутся ветром на огромные расстояния. Тем самым экосистеме будет нанесен не просто вред, это будет экологическая катастрофа. Так что сделать все, как было раньше, до строительства водохранилища, абсолютно нереально».

В 2008 году начался первый ремонт десятикилометровой дамбы водохранилища.
В 2009 году началась очистка мелководий водохранилища. Мелководные зоны занимают 28 % его площади, что на 40 % превышает СНиП. 7 сентября 2009 года завершен первый этап работ; на окраине Казинки появилась 500-метровая песчаная коса. Проектом предусмотрено углубление дна на площади 41 га, что уменьшит мелководные зоны на 64 га.

## Рыболовство
Сразу после затопления на водохранилище был создан рыболовный цех НЛМК. Осенью 1979 года на водохранилище прошла первая путина. В конце 1990-х годов в связи со сменой собственников на НЛМК рыболовный цех был упразднён.

### Охрана природной среды и биоразнообразия
На Матырское водохранилище распространяются правила любительского рыболовства на реках донского бассейна (См. Правила рыболовства на реке Воронеж).
В 2008 году на водохранилище в урочище Хомут (верховьях Матырского водохранилища) для охраны нерестящихся рыб организован блок-пост. На посту постоянно дежурят инспекторы отделов рыбоохраны и вооружённые милиционеры-омоновцы.

### Спортивные мероприятия
Матырское водохранилище традиционное место проведения областных и городских соревнований по рыбной ловле.
- 1—4 марта 2007 года на льду Матырского водохранилища прошёл чемпионат России по ловле рыбы на мормышку (Зимний чемпионат России)
- 22—24 февраля 2008 года на льду Матырского водохранилища состоялся пятый чемпионат мира по ловле рыбы на мормышку. В чемпионате приняли участие 11 национальных команд[9]